# Frank Arnesen
Frank Arnesen (Copenaghen, 30 settembre 1956) è un dirigente sportivo, allenatore di calcio ed ex calciatore danese, di ruolo centrocampista.
Considerato uno dei più grandi giocatori mai avuti dalla Danimarca, si aggiudicò tre titoli nazionali con l'Ajax di Amsterdam, uno con i belgi dell'Anderlecht e tre con il PSV, dove concluse la carriera vincendo nell'ultimo anno la Coppa dei Campioni.
Fu uno dei protagonisti del grande calcio espresso dalla nazionale danese degli anni ottanta, che pur non vincendo alcuno dei maggiori trofei è stata considerata una della squadre più forti di tutti i tempi. Chiusa la parentesi agonistica tentò la carriera di allenatore, senza conseguire ingaggi di rilievo. Ha avuto maggiore successo come dirigente calcistico, specializzandosi nella scoperta e gestione di giovani talenti per squadre come il PSV, il Tottenham e il Chelsea.

## Caratteristiche tecniche
Centrocampista offensivo di fascia, era noto per la velocità con cui superava gli avversari in dribbling, disorientandoli con ogni tipo di finte e con un cambio di passo definito devastante. Ambidestro, tra le sue specialità vi erano i cross, di solito dalla fascia destra dove era normalmente impiegato. In particolare erano imprevedibili i suoi cross rasoterra con palla a rientrare, che calciava con precisione in prossimità della linea di fondo dopo aver superato il difensore. Alcuni hanno sostenuto che, se non avesse avuto persistenti problemi alle ginocchia, avrebbe potuto essere il più forte calciatore danese di tutti i tempi.
Maturato in giovanissima età dopo il trasferimento all'Ajax, fu una delle colonne della "Danish Dynamite", come era chiamata la spettacolare Nazionale danese degli anni ottanta. Già protagonista al campionato d'Europa 1984, dove fu battuta in semifinale dalla Spagna, la Danimarca si affermò definitivamente vincendo a punteggio pieno il girone più difficile nella fase a gruppi del Mondiale del 1986 in Messico. Espulso negli ultimi minuti dell'ultimo incontro, Arnesen fu costretto a saltare l'ottavo di finale in cui la squadra perse dalla Spagna. Molti commentatori sostennero che la sua presenza avrebbe cambiato le sorti dell'incontro, in un torneo in cui la Danimarca espresse il miglior calcio della sua storia ed era entrata nel lotto delle favorite.

## Carriera

### Giocatore

#### Club

##### Gli inizi
Tirò i primi calci al pallone tra le rovine delle vecchie caserme di Christianshavn, il distretto di Copenaghen dove era cresciuto. Fin da bambino mostrò grande propensione e abilità nel dribbling. A nove anni entrò nelle giovanili del Fremad Amager, un club minore della capitale danese la cui sede era vicino a casa. La vicina comunità indipendente di Christiania, che si stabilì nel 1971 occupando diversi edifici militari abbandonati, influì sulla formazione della sua personalità. Fu attratto dalla musica alternativa ma non ebbe alcun interesse per la politica di sinistra, al contrario di molti degli adolescenti di Christiania. Un libro biografico a lui dedicato e pubblicato diversi anni dopo, rivelò che a quei tempi Arnesen fece uso di hashish e altri stupefacenti, aveva un carattere ribelle e frequentava le case occupate fino al mattino, presentandosi poi agli allenamenti ancora sconvolto.
Esordì nella prima squadra del Fremad Amager e nella stagione 1974 contribuì alla promozione in prima divisione, a quel tempo la massima categoria del calcio danese. La stagione successiva si mise in evidenza e scrissero di lui, a proposito della prestazione fornita contro la capolista Køge, che i dribbling, le finte, i passaggi e i suoi armoniosi movimenti lo facevano sembrare un maestro di balletto. In particolare, in quel periodo si specializzò a saltare l'avversario con una finta associata a un doppio passo simili a quelli esibiti da Ronaldinho in tempi più recenti.
La Federazione calcistica della Danimarca mantenne fino al 1978 la disciplina nel più assoluto dilettantismo e i migliori talenti nazionali per tradizione andavano a giocare all'estero. Nel 1975, Arnesen ed il compagno di squadra Søren Lerby, di due anni più giovane, furono trasferiti all'Ajax, la più prestigiosa squadra dei Paesi Bassi. I due formarono una grande coppia di centrocampo, che si sarebbe ricostituita anche in Nazionale e, a fine carriera, nel PSV.

##### Ajax
Arnesen arrivò in un momento di transizione per l'Ajax, che stava cercando di rilanciarsi dopo i successi di inizio anni settanta e dopo che alcuni dei protagonisti di quelle stagioni, in particolare Cruijff, erano stati venduti o erano giunti a fine carriera. Quello stesso anno tornò sulla panchina dei "lancieri" Rinus Michels, reduce dal grande Mondiale di Germania Ovest 1974 alla guida della Nazionale olandese. Ritenuto l'inventore del calcio totale, aveva allenato la squadra al tempo della prima vittoria in Coppa dei Campioni. Il tecnico olandese fece debuttare Arnesen solo a fine stagione, il 7 marzo 1976, nel pareggio 1-1 con l'Utrecht.
Trovò maggiore spazio la stagione successiva con l'arrivo dell'allenatore Tomislav Ivić, del quale ha conservato un grande ricordo. Il tecnico jugoslavo, che vinse il campionato già al primo anno, lo disciplinò sotto il profilo tattico rendendolo meno egoista, facendogli mettere al servizio della squadra le sue grandi doti nel dribbling. Nelle sei stagioni ad Amsterdam, Arnesen vinse tre titoli nazionali nel 1977, 1979 e 1980, e la KNVB beker nel 1979, battendo per 3-0 in finale il Twente. Nel 1980, l'Ajax di Arnesen fu eliminato in semifinale di Coppa dei Campioni dagli inglesi del Nottingham Forest, che nella finale di Madrid avrebbero riconquistato il trofeo vinto l'anno precedente.
I suoi progressi furono costanti e gli valsero nel 1977 il debutto nella Nazionale danese. Nell'ultimo anno di permanenza all'Ajax, quando aveva solo 24 anni, gli fu affidata la fascia di capitano. Fece propria insieme a Lerby la filosofia del club legata al calcio totale di Michels. In seguito, anche i connazionali Jesper Olsen e Jan Mølby furono ingaggiati dall'Ajax e assorbirono tale filosofia; i quattro avrebbero costituito il nucleo di centrocampo della spettacolare Danimarca degli anni ottanta, il cui calcio fu paragonato a quello esibito dall'Olanda di Cruijff nel decennio precedente.

##### Valencia
Nell'estate del 1981 venne acquistato dalla squadra spagnola del Valencia su consiglio di Cruijff. Il campione olandese riteneva Arnesen in grado di esprimersi al meglio in quella squadra, che proprio quell'anno aveva dovuto rinunciare al suo miglior giocatore Mario Kempes, tornato in Argentina, ed era in una fase di ricostruzione. La parentesi spagnola durò due stagioni e si rivelò disastrosa: a Valencia Arnesen subì il banale infortunio che gli avrebbe pregiudicato la carriera, compromettendo la funzionalità del ginocchio destro mentre si alzava da una sedia. La situazione si complicò con le cure che gli furono praticate, rivelatesi inappropriate.
La prima stagione fu dignitosa e la squadra chiuse il campionato al quinto posto, a 8 punti dalla vincitrice Real Sociedad. Arnesen mise in mostra le proprie qualità, divenne un beniamino della tifoseria e segnò 13 gol in campionato. L'annata seguente fu un fallimento malgrado il ritorno di Kempes e la squadra raggiunse la salvezza solo per differenza reti all'ultima giornata. Afflitto dall'aggravamento del problema al ginocchio, Arnesen non giocò alcuna partita nella seconda stagione spagnola. A fine campionato chiuse l'esperienza al Valencia con 13 reti segnate nei 32 incontri disputati in Liga nella prima stagione.

##### Anderlecht
Nell'estate del 1983 si trasferì in Belgio per giocare con l'Anderlecht, dove trovò il connazionale e capitano della Danimarca Morten Olsen. Nella prima stagione il suo apporto fu limitato a 12 partite e tre reti in campionato, ma fu spesso impiegato in coppa UEFA, disputando anche la doppia finale persa ai rigori con il Tottenham. Fu sostituito all'80' nella partita di ritorno in Inghilterra, quando la sua squadra stava vincendo 1-0 e prima del pareggio che portò ai supplementari.
L'annata successiva fu protagonista anche in campionato, contribuendo alla vittoria dell'Anderlecht siglando 10 reti in 27 partite. La squadra iniziò bene la stagione 1985-1986 vincendo la Supercoppa del Belgio contro il Bruges. Arnesen fu impiegato anche nel nuovo campionato, in cui l'Anderlecht avrebbe finito per ripetere il successo dell'anno precedente, ma a novembre fu ceduto agli olandesi del PSV, i tradizionali rivali dell'Ajax.

##### PSV
Al suo ritorno in Olanda si aprì un ciclo di grandi successi per il PSV, che non vinceva il titolo dal 1978. La campagna estiva di rafforzamento aveva portato agli ingaggi anche di Ruud Gullit e del belga Eric Gerets, mentre faceva già parte dell'organico il danese Jan Heintze. Nella prima stagione di Arnesen a Eindhoven, il PSV vinse il campionato con 8 punti di vantaggio sull'Ajax di van Basten. Nel 1986-1987 giunsero l'altro connazionale Ivan Nielsen e il quotato olandese Vanenburg. Il PSV si assicurò nuovamente il titolo nazionale con 6 punti sull'Ajax grazie al nuovo tecnico, l'esordiente Guus Hiddink, che in marzo sostituì Hans Kraay quando l'Ajax era avanti di 3 punti.
La stagione più importante per Arnesen e per il PSV fu il 1987-1988, in cui la partenza di Gullit fu compensata dagli arrivi di Ronald Koeman e di Søren Lerby. La squadra si aggiudicò il treble vincendo dapprima la Eredivisie con quattro giornate di anticipo e poi la Coppa di Olanda battendo in finale per 3-2 ai supplementari il Roda JC. Fu infine riportata la Coppa dei Campioni nei Paesi Bassi, dove mancava dall'edizione del 1972-1973 vinta dall'Ajax. Fu il primo successo nella competizione per il PSV e per Arnesen. Il danese diede il proprio contributo lungo tutto il torneo ma si ruppe una caviglia poco prima della finale di Stoccarda, vinta ai rigori contro il Benfica.
Bersagliato negli ultimi anni di carriera da una lunga catena di malanni, in particolare quello al ginocchio i cui effetti si trascinarono a lungo, il nuovo grave infortunio alla caviglia si rivelò fatale. Il suo contratto con il PSV era scaduto e il club gli offrì un prolungamento di sei mesi per valutare la sua ripresa. Non sarebbe mai più rientrato, e nel periodo successivo allenò giovani giocatori del PSV, alternando tale impegno con quello di opinionista per la TV2 danese.

#### Nazionale
Debuttò in Nazionale nel 1977 nella partita amichevole persa 1-0 contro la Svezia a Malmö. La Federazione danese aveva permesso ai professionisti di giocare in Nazionale solo dal 1971. La maggior parte dei giocatori aveva conservato una mentalità amatoriale ed i risultati avevano continuato ad essere scarsi. Fu negli anni ottanta che la Danimarca mise in mostra un calcio moderno, atletico e di alto livello tecnico. Era inizialmente costruita attorno a Allan Simonsen, Pallone d'oro 1977, e Morten Olsen, centrale difensivo e regista arretrato. Tra gli innesti che la resero grande, oltre a Arnesen e gli altri danesi dell'Ajax, vi furono gli attaccanti Preben Elkjær Larsen e Michael Laudrup.
I vari membri della squadra che non avevano il senso della disciplina e preferivano i divertimenti agli allenamenti trassero giovamento dall'arrivo nel 1979 del CT tedesco Sepp Piontek, la cui rigidità li spronò a una maggiore professionalità. Il tecnico cercò di sfruttare al meglio le grandi doti offensive dei suoi giocatori, proponendo un martellante e spettacolare gioco d'attacco che avrebbe caratterizzato tutta la sua gestione tecnica. Tra le caratteristiche che fecero grande il gioco d'attacco di quella Danimarca, ribattezzata dai suoi entusiasti tifosi "Danish Dyanamite" (dinamite danese), vi fu un eccezionale dinamismo, lo spirito di gruppo e l'eccezionale cambio di passo nel dribbling di giocatori come Arnesen, Elkjær, Laudrup e i due Olsen, in grado di creare continuamente superiorità numerica.
I primi segnali del nuovo corso si ebbero nelle qualificazioni ai Mondiali di Spagna 1982, dove la Danimarca, pur eliminata da Italia e Jugoslavia, fu l'unica Nazionale in grado di sconfiggere gli Azzurri nelle partite ufficiali che li portarono alla trionfale vittoria nella finale di Madrid. La partita fu giocata a Copenaghen, finì 3-1 e Arnesen segnò la rete del 2-0 su punizione.
La prima consacrazione a livello internazionale per la Danimarca di Piontek e per Arnesen arrivò con il campionato d'Europa 1984 di Francia. Si qualificò per la prima volta nella sua storia alla fase finale della manifestazione eliminando l'Inghilterra di Bobby Robson, grazie alla storica vittoria per 1-0 a Wembley. I danesi si distinsero nella fase finale dopo aver perso la gara di esordio con i padroni di casa francesi, infliggendo un 5-0 alla Jugoslavia e vincendo per 3-2 contro il forte Belgio, che conduceva 2-0. Persero infine la semifinale ai rigori contro la Spagna quando Elkjær fallì l'ultimo calcio dal dischetto, al termine di un incontro molto spettacolare e ricco di tensione emotiva. Arnesen fu determinante nell'azione che portò in vantaggio i danesi, ma a causa di un infortunio fu sostituito nel secondo tempo. Durante il torneo segnò due gol agli jugoslavi e uno ai belgi, chiudendo come vice-capocannoniere alle spalle di Platini. Fu inserito dall'UEFA nella squadra ideale dell'Europeo.
La conferma si ebbe nel successivo campionato del mondo 1986 in cui la Nazionale, al suo esordio anche nella fase finale di questa manifestazione, raccolse unanimi consensi per il grande gioco espresso, il migliore mai esibito da una squadra danese. Vinse il girone di qualificazione con autorità, nel quale sconfisse 4-2 a Copenaghen l'Unione Sovietica al termine di un apertissimo incontro di rara bellezza. Nella prima fase della rassegna iridata messicana, dopo una difficile vittoria per 1-0 sulla Scozia nella partita d'esordio, la Danimarca inflisse un pesante 6-1 all'Uruguay, campione uscente del Sudamerica. In questa gara, Arnesen si rese protagonista di una grande prova penetrando in continuazione la difesa avversaria.
Già qualificati agli ottavi, i danesi avrebbero affrontato il Marocco in caso di sconfitta nell'ultima gara del girone contro la Germania Ovest. La filosofia di Piontek impose la vittoria, i tedeschi furono superati per 2-0 e l'avversaria agli ottavi fu l'ostica Spagna, in una sorta di rivincita dalla semifinale europea di due anni prima. A pochi minuti dalla fine della gara con i tedeschi era giunta l'espulsione di Arnesen, che fu squalificato e non poté essere schierato contro gli iberici. Al termine della fase a gruppi, molti inserirono la Danimarca nel lotto dei favoriti alla vittoria finale. Passati in vantaggio su rigore, i danesi subirono la rimonta della Spagna che si aggiudicò l'incontro per 5-1. In seguito, Piontek avrebbe dichiarato che l'assenza di Arnesen era stata fondamentale. Malgrado il pesante passivo, la Danimarca del 1986 è universalmente riconosciuta come una delle squadre più forti e spettacolari di tutti i tempi. È stata la sola formazione ad essere paragonata da molti alla grande Olanda di Cruijff e ritenuta anche migliore di quest'ultima sotto il profilo del dribbling, con un numero maggiore di uomini in grado di saltare l'uomo.
Il periodo che seguì fu di transizione per la Danimarca e Arnesen contribuì alla qualificazione agli Europei di Germania Ovest 1988, dove la squadra sarebbe stata eliminata perdendo tutte e tre le partite nella fase a gruppi. Giocò il suo ultimo incontro con la Danimarca nel 1987, chiudendo con un totale di 52 presenze e 14 gol.

### Dirigente

#### PSV
Conclusa la carriera agonistica, Frank Arnesen rimase nell'orbita del PSV, che gli offrì lavoro. Dopo aver allenato le giovanili, nel 1991 gli fu affidato l'incarico di vice del tecnico della prima squadra Bobby Robson. Nel 1994 gli fu offerta la panchina del Willem II Tilburg, club di Eredivisie, ma il PSV lo convinse a rimanere nominandolo direttore tecnico. Nel nuovo ruolo ebbe un successo immediato, specialmente per quanto riguarda il reclutamento di giovani promesse e più in generale le trattative di calciomercato. Tra i motivi di tale successo vi furono le sue intuizioni e la fitta rete di influenti personaggi del mondo del calcio che lo stimavano quando giocava. Le sue trattative garantirono al club sensibili risparmi negli acquisti e forti guadagni quando i calciatori venivano venduti.
Nel periodo in cui fu direttore, gli è stata attribuita la scoperta di importanti talenti come l'attaccante brasiliano Ronaldo e i giocatori olandesi Jaap Stam, Ruud van Nistelrooy e Arjen Robben. Sarebbe rimasto al vertice della società di Eindhoven fino al 2004 quando Guus Hiddink, tornato al PSV due anni prima, inglobò la carica di direttore tecnico a quella di allenatore.

#### Tottenham
Nel maggio di quello stesso anno si trasferì al Tottenham Hotspur per sostituire David Pleat come direttore sportivo, responsabile dei trasferimenti e scopritore di nuovi talenti, lo stesso incarico ricoperto durante la permanenza al PSV. Arnesen impose l'ingaggio del tecnico olandese Martin Jol, a cui fu però affidato il ruolo di vice allenatore. I londinesi avevano disputato una pessima stagione e in quello stesso periodo fu ingaggiato come allenatore Jacques Santini, che era CT della Francia e si stava accingendo a disputare il campionato d'Europa 2004, dove i transalpini sarebbero stati eliminati nei quarti dalla Grecia.
La prematura eliminazione francese agli Europei, una serie di risultati negativi nella stagione 2004-2005, la sterilità dell'attacco e presunte frizioni con Arnesen portarono alle dimissioni di Santini dopo sole 13 gare di Premier League, ufficialmente per "motivi personali". La panchina fu quindi affidata a Jol, il cui gioco d'attacco fece concludere la stagione a un dignitoso nono posto. Una serie di ingaggi di calciatori a condizioni vantaggiose nel mercato del gennaio 2005 contribuirono a far salire le quotazioni di Arnesen.
Fu sospeso dagli Spurs il 4 giugno 2005 per aver espresso il desiderio di passare al Chelsea, che aveva sondato la sua disponibilità a trasferirsi. La sua scelta è stata paragonata a quella di Sol Campbell, che si rese impopolare presso i tifosi del Tottenham trasferendosi all'Arsenal a seguito della sentenza Bosman nel 2001. Il 24 giugno, le due società annunciarono di aver raggiunto l'accordo economico per il trasferimento al Chelsea di Arnesen, con un indennizzo in favore del Tottenham di una cifra compresa tra i 5 e gli 8 milioni di sterline.

#### Chelsea
L'assunzione di Arnesen, a cui si oppose l'allora tecnico del Chelsea José Mourinho, fu consigliata ad Abramovich dal suo consulente Piet de Visser, che era talent scout del PSV nel periodo in cui Arnesen era direttore ed aveva portato in Olanda campioni come Romário e Ronaldo. Gli fu affidata la direzione dell'"Accademia dei talenti", avente la finalità di scoprire e gestire giovani promesse. Arnesen da allora ha svolto un ruolo chiave nel portare a Stamford Bridge campioni del livello di Salomon Kalou e John Obi Mikel.
Il rapporto con Mourinho fu problematico fin dall'inizio e peggiorò l'anno successivo, malgrado la vittoria in Premier del 2005-2006, quando Arnesen fu promosso al ruolo di responsabile della campagna acquisti, sminuendo di fatto la posizione del tecnico portoghese che non gradiva intromissioni nelle sue decisioni. Di pari passo, le divergenze in merito alle passate campagne acquisti si acuirono tra Mourinho e Abramovich, che nel luglio 2007 nominò Avram Grant direttore sportivo. I continui dissidi interni e un incerto inizio di campionato portarono alle dimissioni di Mourinho nel settembre del 2007. Furono fallimentari anche le gestioni tecniche dello stesso Grant e di Felipe Scolari, che succedettero al portoghese e furono licenziati rispettivamente a fine stagione 2007-2008 e a febbraio 2009.
Con Scolari tornò al Chelsea come vice-allenatore la vecchia gloria Ray Wilkins, il cui rapporto con Arnesen fu a sua volta problematico anche quando divenne il vice di Ancelotti, che giunse al Chelsea nel luglio 2009. Il 12 luglio fu nominato direttore sportivo e si disse entusiasta di poter lavorare con Ancelotti, avendo la possibilità di coordinare le attività della squadra. Nel settembre successivo, con le dimissioni presentate dall'amministratore delegato Kenyon, Arnesen divenne la persona più potente del club dopo il presidente. Kenyon era da tempo in lotta con Arnesen per l'egemonia nella dirigenza e per essere il consigliere preferito di Abramovich.
Malgrado il titolo e la FA Cup vinti al termine dell'annata 2009-2010 e l'ottimo rapporto con il tecnico Ancelotti, Arnesen annunciò il 27 novembre 2010 di non rinnovare il contratto che gli scadeva a fine stagione, e di voler cercare nuove sfide professionali. Se ne andò dopo che nei suoi sei anni di permanenza il club aveva vinto due Premier, tre FA Cup e una Supercoppa inglese, ed aver raggiunto una finale e due semifinali di Champions League. Si dichiarò soddisfatto per il lavoro svolto all'accademia calcistica e per il fatto che il club avesse tratto grandi profitti dalle vendite di diversi dei suoi allievi, tra cui Daniel Sturridge, Fabio Borini e Miroslav Stoch.

#### Amburgo
Il 1º luglio 2011 diventò il nuovo direttore sportivo dell'Amburgo, per il quale svolse per un breve periodo anche l'incarico di tecnico ad interim della prima squadra. Malgrado la positiva stagione 2012-2013 disputata dagli amburghesi, lasciò l'incarico il 22 maggio 2013 in accordo con la dirigenza, con cui erano emerse divergenze sulla gestione a lungo termine delle politiche societarie.
Il 1º febbraio 2014 assunse l'incarico di direttore sportivo del Metalist Kharkiv, società la cui squadra milita nel campionato ucraino. Dopo un solo mese dovette rinunciare all'incarico in seguito alla grave crisi politica tra Russia e Ucraina, che coinvolse direttamente il club.

#### PAOK
Il 28 maggio 2015 firmò un contratto triennale con il PAOK Salonicco, diventandone il nuovo direttore sportivo. Il presidente Ivan Savvidis del PAOK gli affidò una somma considerevole per il rafforzamento della squadra e fra gli arrivi più importanti vi furono il nuovo allenatore Igor Tudor, ingaggiato malgrado la scarsa esperienza, gli attaccanti Dimităr Berbatov e Garry Rodrigues, e il portiere svedese Robin Olsen, che si sarebbe rivelato un acquisto disastroso. I risultati rimasero molto al di sotto delle aspettative e in febbraio Arnesen fu licenziato, quando la squadra era al 5º posto e staccatissima dalla vetta.

#### Ritorno al PSV, Anderlecht e Feyenoord
Il 28 aprile 2017, il PSV Eindhoven annunciò di aver raggiunto un accordo con Arnesen per inserirlo nei propri quadri dirigenziali come membro del comitato direttivo a partire dal 1º giugno successivo. Rimase con il PSV fino al dicembre 2018.
Il 20 dicembre 2018, l'Anderlecht annunciò l'ingaggio di Arnesen come direttore tecnico. Una serie di risultati negativi portò sei mesi dopo il club belga ad assumere come allenatore-giocatore Vincent Kompany, il quale impose i propri programmi. Poco dopo Arnesen fu accantonato e il 3 ottobre 2019 fu licenziato, quello stesso giorno l'Anderlecht assunse Franky Vercauteren per affiancare alla guida della squadra Kompany, del quale era stato allenatore. Verkauteren aveva esperienza anche come consulente sportivo e rese la presenza di Arnesen superflua.
Dal 20 novembre dello stesso anno Arnesen divenne direttore tecnico del Feyenoord in sostituzione di Sjaak Troost. Nel marzo 2022 prolungò il contratto fino all'estate del 2023, in seguito subì un'operazione al ginocchio dopo la quale si sviluppò un'infezione che non gli permise di lavorare nell'estate del 2022 e ad agosto risolse consensualmente il contratto con la dirigenza del club.

### Dopo il ritiro
Vent'anni dopo l'esperienza come assistente di Robson al PSV, il 10 ottobre 2011 divenne allenatore ad interim dell'Amburgo, in sostituzione del tecnico Rodolfo Cardoso, che aveva appena preso il posto di Michael Oenning ma era sprovvisto di licenza per guidare club di prima categoria. Il 13 ottobre fu ingaggiato l'allenatore Thorsten Fink e Arnesen tornò a svolgere il ruolo di direttore generale.

## Statistiche

### Cronologia presenze e reti in nazionale
| Cronologia completa delle presenze e delle reti in nazionale ― Danimarca | Cronologia completa delle presenze e delle reti in nazionale ― Danimarca | Cronologia completa delle presenze e delle reti in nazionale ― Danimarca | Cronologia completa delle presenze e delle reti in nazionale ― Danimarca | Cronologia completa delle presenze e delle reti in nazionale ― Danimarca | Cronologia completa delle presenze e delle reti in nazionale ― Danimarca | Cronologia completa delle presenze e delle reti in nazionale ― Danimarca | Cronologia completa delle presenze e delle reti in nazionale ― Danimarca |
| Data                                                                     | Città                                                                    | In casa                                                                  | Risultato                                                                | Ospiti                                                                   | Competizione                                                             | Reti                                                                     | Note                                                                     |
| ------------------------------------------------------------------------ | ------------------------------------------------------------------------ | ------------------------------------------------------------------------ | ------------------------------------------------------------------------ | ------------------------------------------------------------------------ | ------------------------------------------------------------------------ | ------------------------------------------------------------------------ | ------------------------------------------------------------------------ |
| 5-10-1977                                                                | Malmo                                                                    | Svezia                                                                   | 1 – 0                                                                    | Danimarca                                                                | Amichevole                                                               | -                                                                        |                                                                          |
| 24-5-1978                                                                | Copenaghen                                                               | Danimarca                                                                | 3 – 3                                                                    | Irlanda                                                                  | Qual. Euro 1980                                                          | -                                                                        | 66’                                                                      |
| 31-5-1978                                                                | Oslo                                                                     | Norvegia                                                                 | 1 – 2                                                                    | Danimarca                                                                | Campionato nordico di calcio                                             | 1                                                                        |                                                                          |
| 28-6-1978                                                                | Reykjavik                                                                | Islanda                                                                  | 0 – 0                                                                    | Danimarca                                                                | Amichevole                                                               | -                                                                        |                                                                          |
| 16-8-1978                                                                | Copenaghen                                                               | Danimarca                                                                | 2 – 1                                                                    | Svezia                                                                   | Amichevole                                                               | -                                                                        |                                                                          |
| 20-9-1978                                                                | Copenaghen                                                               | Danimarca                                                                | 3 – 4                                                                    | Inghilterra                                                              | Qual. Euro 1980                                                          | 1                                                                        |                                                                          |
| 11-10-1978                                                               | Copenaghen                                                               | Danimarca                                                                | 2 – 2                                                                    | Bulgaria                                                                 | Qual. Euro 1980                                                          | -                                                                        |                                                                          |
| 2-5-1979                                                                 | Dublino                                                                  | Irlanda                                                                  | 2 – 0                                                                    | Danimarca                                                                | Qual. Euro 1980                                                          | -                                                                        |                                                                          |
| 9-5-1979                                                                 | Copenaghen                                                               | Danimarca                                                                | 2 – 2                                                                    | Svezia                                                                   | Amichevole                                                               | -                                                                        | 76’                                                                      |
| 6-6-1979                                                                 | Copenaghen                                                               | Danimarca                                                                | 4 – 0                                                                    | Irlanda del Nord                                                         | Qual. Euro 1980                                                          | -                                                                        |                                                                          |
| 12-9-1979                                                                | Londra                                                                   | Inghilterra                                                              | 1 – 0                                                                    | Danimarca                                                                | Qual. Euro 1980                                                          | -                                                                        |                                                                          |
| 26-9-1979                                                                | Copenaghen                                                               | Danimarca                                                                | 1 – 0                                                                    | Finlandia                                                                | Campionato nordico di calcio                                             | -                                                                        |                                                                          |
| 31-10-1979                                                               | Sofia                                                                    | Bulgaria                                                                 | 3 – 0                                                                    | Danimarca                                                                | Qual. Euro 1980                                                          | -                                                                        |                                                                          |
| 4-6-1980                                                                 | Copenaghen                                                               | Danimarca                                                                | 3 – 1                                                                    | Norvegia                                                                 | Campionato nordico di calcio                                             | 1                                                                        |                                                                          |
| 27-9-1980                                                                | Lubiana                                                                  | Jugoslavia                                                               | 2 – 1                                                                    | Danimarca                                                                | Qual. Mondiali 1982                                                      | 1                                                                        |                                                                          |
| 15-10-1980                                                               | Copenaghen                                                               | Danimarca                                                                | 0 – 1                                                                    | Grecia                                                                   | Qual. Mondiali 1982                                                      | -                                                                        |                                                                          |
| 1-11-1980                                                                | Roma                                                                     | Italia                                                                   | 2 – 0                                                                    | Danimarca                                                                | Qual. Mondiali 1982                                                      | -                                                                        |                                                                          |
| 19-11-1980                                                               | Copenaghen                                                               | Danimarca                                                                | 4 – 0                                                                    | Lussemburgo                                                              | Qual. Mondiali 1982                                                      | 2                                                                        |                                                                          |
| 1-5-1981                                                                 | Lussemburgo                                                              | Lussemburgo                                                              | 1 – 2                                                                    | Danimarca                                                                | Qual. Mondiali 1982                                                      | 1                                                                        |                                                                          |
| 14-5-1981                                                                | Malmö                                                                    | Svezia                                                                   | 1 – 2                                                                    | Danimarca                                                                | Campionato nordico di calcio                                             | -                                                                        |                                                                          |
| 3-6-1981                                                                 | Copenaghen                                                               | Danimarca                                                                | 3 – 1                                                                    | Italia                                                                   | Qual. Mondiali 1982                                                      | 1                                                                        |                                                                          |
| 9-9-1981                                                                 | Copenaghen                                                               | Danimarca                                                                | 1 – 2                                                                    | Jugoslavia                                                               | Qual. Mondiali 1982                                                      | -                                                                        |                                                                          |
| 23-9-1981                                                                | Brøndby                                                                  | Danimarca                                                                | 2 – 1                                                                    | Norvegia                                                                 | Amichevole                                                               | 1                                                                        |                                                                          |
| 14-10-1981                                                               | Salonicco                                                                | Grecia                                                                   | 2 – 3                                                                    | Danimarca                                                                | Qual. Mondiali 1982                                                      | 1                                                                        | 84’                                                                      |
| 5-5-1982                                                                 | Copenaghen                                                               | Danimarca                                                                | 1 – 1                                                                    | Svezia                                                                   | Amichevole                                                               | 1                                                                        |                                                                          |
| 19-5-1982                                                                | Vienna                                                                   | Austria                                                                  | 1 – 0                                                                    | Danimarca                                                                | Amichevole                                                               | -                                                                        |                                                                          |
| 27-5-1982                                                                | Copenaghen                                                               | Danimarca                                                                | 1 – 0                                                                    | Belgio                                                                   | Amichevole                                                               | -                                                                        | 77’                                                                      |
| 16-11-1983                                                               | Atene                                                                    | Grecia                                                                   | 0 – 2                                                                    | Danimarca                                                                | Qual. Euro 1984                                                          | -                                                                        | 89’                                                                      |
| 16-5-1984                                                                | Praga                                                                    | Cecoslovacchia                                                           | 1 – 0                                                                    | Danimarca                                                                | Amichevole                                                               | -                                                                        | 46’                                                                      |
| 6-6-1984                                                                 | Stettino                                                                 | Svezia                                                                   | 0 – 1                                                                    | Danimarca                                                                | Amichevole                                                               | -                                                                        | 83’                                                                      |
| 8-6-1984                                                                 | Copenaghen                                                               | Danimarca                                                                | 1 – 1                                                                    | Bulgaria                                                                 | Amichevole                                                               | -                                                                        | 46’                                                                      |
| 12-6-1984                                                                | Parigi                                                                   | Francia                                                                  | 1 – 0                                                                    | Danimarca                                                                | Euro 1984 - 1º turno                                                     | -                                                                        | 80’                                                                      |
| 16-6-1984                                                                | Lione                                                                    | Danimarca                                                                | 5 – 0                                                                    | Jugoslavia                                                               | Euro 1984 - 1º turno                                                     | 2                                                                        | 78’                                                                      |
| 19-6-1984                                                                | Strasburgo                                                               | Danimarca                                                                | 3 – 2                                                                    | Belgio                                                                   | Euro 1984 - 1º turno                                                     | 1                                                                        | 75’                                                                      |
| 24-6-1984                                                                | Montpellier                                                              | Spagna                                                                   | 1 – 1 dts (5 – 4 dtr)                                                    | Danimarca                                                                | Euro 1984 - Semifinale                                                   | -                                                                        | 68’                                                                      |
| 14-11-1984                                                               | Copenaghen                                                               | Danimarca                                                                | 3 – 0                                                                    | Irlanda                                                                  | Qual. Mondiali 1986                                                      | -                                                                        |                                                                          |
| 8-5-1985                                                                 | Copenaghen                                                               | Danimarca                                                                | 4 – 1                                                                    | Germania Ovest                                                           | Amichevole                                                               | -                                                                        | 59’                                                                      |
| 5-6-1985                                                                 | Copenaghen                                                               | Danimarca                                                                | 4 – 2                                                                    | Unione Sovietica                                                         | Amichevole                                                               | -                                                                        | 78’                                                                      |
| 11-9-1985                                                                | Copenaghen                                                               | Danimarca                                                                | 0 – 3                                                                    | Svezia                                                                   | Amichevole                                                               | -                                                                        | 46’                                                                      |
| 25-9-1985                                                                | Mosca                                                                    | Unione Sovietica                                                         | 2 – 0                                                                    | Danimarca                                                                | Qual. Mondiali 1986                                                      | -                                                                        |                                                                          |
| 9-10-1985                                                                | Copenaghen                                                               | Danimarca                                                                | 0 – 0                                                                    | Svizzera                                                                 | Qual. Mondiali 1986                                                      | -                                                                        | 81’                                                                      |
| 16-10-1985                                                               | Oslo                                                                     | Norvegia                                                                 | 1 – 5                                                                    | Danimarca                                                                | Qual. Mondiali 1986                                                      | -                                                                        | 70’                                                                      |
| 13-11-1985                                                               | Dublino                                                                  | Irlanda                                                                  | 1 – 4                                                                    | Danimarca                                                                | Qual. Mondiali 1986                                                      | -                                                                        | 69’                                                                      |
| 13-5-1986                                                                | Oslo                                                                     | Norvegia                                                                 | 1 – 0                                                                    | Danimarca                                                                | Amichevole                                                               | -                                                                        | 61’                                                                      |
| 16-5-1986                                                                | Copenaghen                                                               | Danimarca                                                                | 1 – 0                                                                    | Polonia                                                                  | Amichevole                                                               | -                                                                        | 46’                                                                      |
| 4-6-1986                                                                 | Nezahualcóyotl                                                           | Scozia                                                                   | 0 – 1                                                                    | Danimarca                                                                | Mondiali 1986 - 1º turno                                                 | -                                                                        | 74’                                                                      |
| 8-6-1986                                                                 | Nezahualcoyotl                                                           | Danimarca                                                                | 6 – 1                                                                    | Uruguay                                                                  | Mondiali 1986 - 1º turno                                                 | -                                                                        |                                                                          |
| 13-6-1986                                                                | Santiago de Querétaro                                                    | Danimarca                                                                | 2 – 0                                                                    | Germania Ovest                                                           | Mondiali 1986 - 1º turno                                                 | -                                                                        | 36’                                                                      |
| 29-10-1986                                                               | Copenaghen                                                               | Danimarca                                                                | 1 – 0                                                                    | Finlandia                                                                | Qual. Euro 1988                                                          | -                                                                        | 76’                                                                      |
| 12-11-1986                                                               | Bratislava                                                               | Cecoslovacchia                                                           | 0 – 0                                                                    | Danimarca                                                                | Qual. Euro 1988                                                          | -                                                                        |                                                                          |
| 29-4-1987                                                                | Helsinki                                                                 | Finlandia                                                                | 0 – 1                                                                    | Danimarca                                                                | Qual. Euro 1988                                                          | -                                                                        |                                                                          |
| 3-6-1987                                                                 | Copenaghen                                                               | Danimarca                                                                | 1 – 1                                                                    | Cecoslovacchia                                                           | Qual. Euro 1988                                                          | -                                                                        |                                                                          |
| Totale                                                                   |                                                                          | Presenze                                                                 | 52                                                                       |                                                                          | Reti                                                                     | 14                                                                       |                                                                          |

## Palmarès

### Club

#### Competizioni nazionali
- Campionato olandese: 6

Ajax: 1976-1977, 1978-1979, 1979-1980,
PSV: 1985-1986, 1986-1987, 1987-1988
- Campionato belga: 1

Anderlecht: 1984-1985
- KNVB beker: 2

Ajax: 1978-1979
PSV: 1987-1988

#### Competizioni internazionali
- Coppa dei Campioni: 1

PSV: 1987-1988

## Riconoscimenti
Nel 2005, l'anno in cui arrivò al Chelsea, Arnesen fu eletto miglior direttore sportivo del mondo. Per i suoi meriti come calciatore, nel 2013 è stato ammesso nella Hall of fame del calcio danese.